# Sărnena gora
Sărnena gora (bulgariska: Сърнена гора) är en bergskedja i Bulgarien. Den ligger i regionen Stara Zagora, i den centrala delen av landet, 200 km öster om huvudstaden Sofia.